# Mission: Impossible – Leszámolás
A Mission: Impossible – Leszámolás (eredeti cím: Mission: Impossible – Dead Reckoning) 2023-ban bemutatott amerikai akciófilm, amelyet Christopher McQuarrie rendezett. Ez a Mission: Impossible franchise hetedik mozifilmje, és a harmadik, amelyet McQuarrie írt és rendezett. A főbb szerepekben Tom Cruise, Hayley Atwell, Ving Rhames, Simon Pegg, Rebecca Ferguson, Vanessa Kirby, Esai Morales és Pom Klementieff láthatók.
Amerikában 2023. július 12-én, míg Magyarországon 2023. július 11-én mutatták be.

## Cselekmény
A következő generációs orosz Szevasztopol tengeralattjáró fejlett mesterséges intelligenciát alkalmaz egy új navigációs rendszer teszteléséhez, amely holtpontmeghatározást használ. A mesterséges intelligencia ráveszi a legénységet egy torpedó kilövésére, majd a torpedót visszafordítja a tengeralattjáróra, elsüllyeszti azt és megöli a fedélzeten tartózkodókat.
Ethan Hunt IMF-ügynök azt a feladatot kapja, hogy szerezze meg egy kereszt alakú kulcs felét Ilsa Fausttól, akire az IMF vérdíjat tűzött ki. Jemenbe utazik, hogy megszerezze a fél kulcsot Ilsától. Ezután beszivárog az amerikai hírszerzés vezetőinek washingtoni találkozójára, ahol a CIA igazgatója, Eugene Kittridge és a nemzeti hírszerzés igazgatója, Denlinger is részt vesz, hogy megvitassák a szélhámos mesterséges intelligenciát. Az Entitásnak nevezett lény elmeséli, hogy hogyan jutott el az érzőképességhez, és hogyan szivárgott be a világ fő védelmi, katonai rendszereibe, hírszerzési és pénzügyi hálózataiba. A világhatalmak versengenek azért, hogy megszerezzék a kulcsot nemzetbiztonságuk védelméhez és az Entitás irányításához, bár az irányítás pontos eszközei ismeretlenek. Ethan úgy véli, hogy a Lény túl nagy veszélyt jelent az emberiségre, ezért el akarja pusztítani.
Csapattársaival, Benji Dunnnal és Luther Stickell-lel együtt az Abu-Dzabi nemzetközi repülőtérre utazik, hogy elfogják a másik fél kulcs tulajdonosát. Ethan elkerüli az amerikai ügynököket, valamint Gabrielt, az Entitás összekötőjét, akinek kapcsolatai vannak Ethan IMF előtti múltjával, miközben a félkulcsot egy Grace nevű profi tolvaj ellopja. Luther azonosít egy gyanús poggyászt; Benji talál egy nukleáris robbanóanyagnak tűnő tárgyat, de miután épphogy hatástalanította, üresnek találja. Ethan Rómába üldözi Grace-t. Hosszas üldözés után Grace ismét megszökik, míg Ethan újra összejön Benjivel, Lutherrel és Ilsával.
Benji és Luther támogatásával Ethan és Ilsa beszivárognak a fegyverkereskedő Alanna Mitsopolis velencei partijára, remélve, hogy kiderítik, ki bérelte fel Grace-t, és megtudják a kulcs célját. Grace találkozik Gabriellel, és megtudja, hogy Alanna bérelte fel, hogy ellopja a félkulcsot. Ethan sikertelenül próbálja lebeszélni a rettegő Alannát az eladásról. Gabriel elárulja, hogy az Entitás beszivárgott a partiba, és elhatározta, hogy Ethan egyik szövetségese, vagy Ilsa, vagy Grace meghal. Ezután mindannyian szétszélednek, Ethan legyőzi, de megkíméli Gabriel beosztottját, Paris-t, míg Gabriel legyőzi Grace-t és megöli Ilsa-t. A bűnbánó Grace csatlakozik Ethan csapatához, és felkészülnek az Innsbruckba tartó Orient Expresszre, ahol Alanna találkozik a vevőjével. Luther egy távoli helyre távozik, hogy a merevlemezen lévő entitás elszigetelt nyomait vizsgálja, és figyelmezteti Ethant, hogy bosszúból ne ölje meg Gabrielt, mivel csak Gabriel tudja, hogyan kell használni a kulcsot.
A vonaton Gabriel megöli a mozdonyvezető személyzetet, majd tönkreteszi a gázt és a féket. Találkozik Denlingerrel, aki szövetséget javasol közte és az Entitás között. Denlinger elmagyarázza, hogy a teljes kulcs feloldja a Szevasztopol számítógépének helyet adó kamrát, amely az Entitás korai változatát tartalmazza, amellyel irányítani vagy elpusztítani lehet az Entitást. Gabriel megöli Denlingert, és mivel azt gyanítja, hogy Paris elárulja őt, miután Ethan megkímélte őt Velencében, megpróbálja őt is megölni. Alannának kiadva magát, Grace elhozza a teljes kulcsot Alanna vevőjének, akiről kiderül, hogy Kittridge. Bár Grace kísértésbe esik, hogy elárulja Ethant a 100 millió dollárért és a saját védelméért, végül ellene dönt, zsebrevágja Kittridge-től a kulcsot, és elmenekül. Ethan egy szikláról ejtőernyővel a vonatra ugrik, hogy megmentse Grace-t az üldözőitől, de Gabriel megszerzi a kulcsot.
Ethan legyőzi Gabrielt a vonat tetején, de az elmenekül, és még egy hidat is felrobbant a vonat előtt. Grace és Ethan leválasztja a mozdonyt a vonat többi részéről, és megmenti az összes utast. Az újjáéledt Paris megmenti őket a hídról való lezuhanástól, és felfedi a kulcs kapcsolatát a Szevasztopolhoz. Ethan elmenekül a vonatról a teljes kulccsal, amelyet a csetepaté során lopott el Gabrieltől. Grace tájékoztatja Kittridge-et, hogy úgy döntött, csatlakozik az IMF-hez.

## Szereplők
| Szerep            | Színész           | Magyar hang         | Leírás |
| ----------------- | ----------------- | ------------------- | --- |
| Ethan Hunt        | Tom Cruise        | Rékasi Károly       | IMF ügynök és egy operatív csoport vezetője. |
| Grace             | Hayley Atwell     | Ruttkay Laura       | Betörő és Ethan új szövetségese. |
| Luther Stickell   | Ving Rhames       | Bognár Tamás        | IMF számítógép-technikus, Hunt legjobb barátja és csapattagja. |
| Benji Dunn        | Simon Pegg        | Görög László        | Az IMF technikai ügynöke, Hunt barátja és csapattagja. |
| Ilsa Faust        | Rebecca Ferguson  | Huszárik Kata       | Az MI6 lemondott ügynöke, aki szövetkezett Hunt csapatával. |
| Alanna Mitsopolis | Vanessa Kirby     | Mórocz Adrienn      | Feketepiaci fegyverkereskedő és bróker, aki a "Fehér Özvegy" fedőnevet használja.                                                                                         |
| Gabriel           | Esai Morales      | Rajkai Zoltán       | Nagyhatalmú terrorista és Ethan ellenfele, aki úgy tűnik, hogy az Entitással, egy mindenható mesterséges intelligencia rendszerrel együttműködve akarja uralni a világot. |
| Paris             | Pom Klementieff   | Eredeti hang        | Francia bérgyilkos, aki Gabrielnek dolgozik. |
| Marie             | Mariela Garriga   |                     | Nő Ethan és Gabriel múltjából |
| Eugene Kittridge  | Henry Czerny      | Sztarenki Pál       | Az IMF korábbi igazgatója és a CIA jelenlegi igazgatója. |
| Jasper Briggs     | Shea Whigham      | Gyabronka József    | Az amerikai hírszerzés ügynöke, akit Ethan levadászásával bíztak meg. |
| Denlinger         | Cary Elwes        | Fillár István       | A nemzeti hírszerzés igazgatója |
| Degas             | Greg Tarzan Davis | Pál Tamás           | Briggs társa. |
| Zola Mitsopolis   | Frederick Schmidt | Orosz Ákos          | Alanna testvére. |
| NRO               | Charles Parnell   | Kőrösi András       | Az amerikai hírszerző ügynökségek vezetői. |
| JSOC              | Rob Delaney       | Barabás Kiss Zoltán | Az amerikai hírszerző ügynökségek vezetői. |
| DIA               | Indira Varma      | Bálint Adrienn      | Az amerikai hírszerző ügynökségek vezetői. |
| NSA               | Mark Gatiss       | Karácsonyi Zoltán   | Az amerikai hírszerző ügynökségek vezetői. |

### Magyar változat
- Bemondó: Orosz Gergely
- Magyar szöveg: Speier Dávid
- Felvevő hangmérnök: Illés Gergely
- Vágó: Kajdácsi Brigitta
- Gyártásvezető: Kincses Tamás
- Szinkronrendező: Nikodém Zsigmond
- Produkciós vezető: Hagen Péter

A szinkront a Mafilm Audio Kft. készítette el

## A film készítése
2019. január 14-én Tom Cruise bejelentette, hogy a hetedik és nyolcadik Mission: Impossible filmet egymás után fogják forgatni, Christopher McQuarrie írja és rendezi mindkét filmet. A forgatás a tervek szerint 2020. február 20-án kezdődött volna Velencében, három hétig tartott volna, majd március közepén 40 napra Rómába költözött volna, de az olaszországi koronavírus-járvány miatt leállították a gyártást az országba. A forgatás végül 2020. szeptember 6-án kezdődött. 2020 szeptemberében a forgatás Norvégiában zajlott, többek között Stranda és Rauma településeken, ahol Cruise egy akciójelenetet forgatott Esai Morales-szel egy vonat tetején. 2021. április 20-án North Yorkshireben forgattak. 2021 szeptemberében Martin Smith, a film gaffere az Instagramon megerősítette, hogy a forgatás hivatalosan is befejeződött. 2024. január 18-án a film címéből levették a végét és csak Mission: Impossible – Leszámolás maradt.

## Bevétel
A film 2023 júliusi bemutatója után nem hozta a várt számokat: a nagyjából 290 millió dolláros gyártási költségekhez képest a globális bevétel 567 millió dollár volt, amiből a forgalmazói és mozis jutalékok levonása után nagyjából 280 millió jutott volna a gyártó stúdiónak, azonban az anyagi bukástól végül a Covid-járvány miatt indult biztosítói per mentette meg a produkciót, miután a járvány miatt a film biztosítója részéről elsőnek megítélt, kevés kártérítés miatt beperelték a biztosítót, és ennek végén jogerősen 57 millió fontot, vagyis 71 millió dollárt ítéltek meg a filmeseknek. A bevétel ezzel 315 millió dollárra emelkedett. Az anyagi kudarcot azzal magyarázták, hogy az időben közeli bemutatású Barbie és Oppenheimer elszipkázta a nézőket.

## Fontosabb díjak és jelölések
Oscar-díj (2024)
- jelölés: Legjobb hang
- jelölés: Legjobb vizuális effektusok

Golden Globe-díj (2024)
- jelölés: legnagyobb mozi- és kasszasiker

BAFTA-díj (2024)
- jelölés: Legjobb hang
- jelölés: Legjobb vizuális effektusok

Szaturnusz-díj (2024)
- díj: legjobb akciófilm vagy kalandfilm
- jelölés: legjobb forgatókönyv (Christopher McQuarrie és Erik Jendresen)
- jelölés: legjobb vágás (Eddie Hamilton)
- jelölés: legjobb különleges / vizuális effektek (Alex Wuttke, Simone Coco, Jeff Sutherl és Neil Corbould)

Screen Actors Guild-díj (2024)
- díj: legjobb kaszkadőrgárda (mozifilm)

Astra-díj (2024)
- jelölés: legjobb akciófilm

Astra Creative Arts-díj (2024)
- jelölés: legjobb vizuális effektek
- jelölés: legjobb kaszkadőr mutatványok